# Cataleptoneta aesculapii
Cataleptoneta aesculapii är en spindelart som först beskrevs av Brignoli 1968.  Cataleptoneta aesculapii ingår i släktet Cataleptoneta och familjen Leptonetidae.
Artens utbredningsområde är Turkiet. Inga underarter finns listade i Catalogue of Life.